# Gregori
Gregori je priimek v Sloveniji, ki ga je po podatkih Statističnega urada Republike Slovenije na dan 1. januarja 2010 uporabljalo 62 oseb in je med vsemi priimki po pogostosti uporabe uvrščen na 6.443. mesto.

## Znani nosilci priimka
- Andrej Gregori (*1976), biotehnolog, strokovnjak za gobe
- Igor Gregori & Nataša Gregori, novinarja
- Janez Gregori (*1941), biolog, ornitolog
- Mario Gregori (Gregorič) (*1939), agronom, šolnik, kulturni delavec
- Nina Gregori, izvršna direktorica Evropskega azilnega podpornega urada (EASO)